# 샌드맨과 꿈나라 모험
샌드맨과 꿈나라 모험(Das Sandmännchen – Abenteuer im Traumland)은 2010년 개봉한 독일의 애니메이션 영화이다.

## 출연
- 발레리아 에이젠바르트